# Break Your Heart
Break Your Heart è un singolo di Taio Cruz, preso dal suo album Rokstarr.

## Descrizione
La canzone viene scritta e prodotta da Cruz e Fraser T.Smith, per essere pubblicata il 14 settembre 2009. Raggiunge il primo posto nella classifica inglese, mantenendolo per tre settimane, e rimane tra i primi dieci per 6 settimane, mentre in Irlanda raggiunge il secondo.
Break Your Heart era uno dei due brani scritti da Taio Cruz per la cantante britannica Cheryl Cole, da includere nel suo primo album da solista, 3 Words. La canzone non fu tuttavia gradita dall'etichetta discografica della Cole, per cui Cruz la rielaborò per una voce maschile e la incluse nel suo album Rokstarr.

## Video musicale
Il video musicale prodotto per Break Your Heart è stato filmato a Marbella in Spagna nel luglio 2009, e vede protagonista al fianco di Taio Cruz la modella Nadya Nepomnyashaya. Nuove parti del video sono state invece girate a Miami, Florida a febbraio 2010 per includere Ludacris ed aggiunte per una nuova versione del video.

## Tracce
UK CD single/digital maxi-single
1. Break Your Heart (Vito Benito FF radio remix) – 3:22
2. Break Your Heart (Paul Thomas remix) – 7:41
3. Break Your Heart (Cassette Club remix) – 7:22

UK iTunes single
1. Break Your Heart – 3:23
2. Break Your Heart (Paul Thomas remix) – 7:41

U.S. iTunes single
1. Break Your Heart (feat. Ludacris) – 3:05

## Classifiche
| Chart (2009-2010)     | Peak position |
| --------------------- | ------------- |
| Australia             | 2             |
| Belgio (Vallonia)     | 2             |
| Canada                | 1             |
| Repubblica Ceca       | 3             |
| Danimarca             | 36            |
| Europa                | 2             |
| Finlandia             | 16            |
| Francia               | 2             |
| Germania              | 5             |
| Irlanda               | 2             |
| Lussemburgo           | 6             |
| Paesi Bassi           | 8             |
| Nuova Zelanda         | 17            |
| Norvegia              | 7             |
| Slovacchia            | 3             |
| Svezia                | 6             |
| Svizzera              | 1             |
| Regno Unito           | 1             |
| Regno Unito R&B Chart | 1             |
| Billboard Hot 100     | 1             |
| Hot Dance Club Songs  | 5             |
| Billboard Pop 100     | 1             |